# 2007年1月

## 1月31日
- 一个名为日本爱妻家协会的民间组织举行爱妻日活动。新华网（页面存档备份，存于）
- 新西蘭克馬德克群島附近（南緯29.5度，西經177.8度）發生6.5級地震，可能會引發地區性海嘯。明報
- 人權團體Licadho和聯合國兒童基金會說，柬埔寨的省級監獄內共有497個不滿18歲兒童囚犯案例，其中許多孩子都遭到虐待，更有多達四成從未受審，對孩童的判刑也「極度嚴厲」。路透社
- 香港立法会议员梁家杰宣布取得111票的提名支持，成为行政长官候选人。BBC中文网（页面存档备份，存于）
- 透納廣播系統（Turner Broadcasting System）一個戶外行銷活動，引發了波士頓安全恐慌，並導致該市的查爾斯河封閉、交通癱瘓。透納廣播系統後來為這個活動致歉。路透社[]

## 1月30日
- 微軟Windows操作系统的最新版Windows Vista在全球發售。東森新聞網（页面存档备份，存于） 中國經濟網[]
- 加拿大環境委員格麗娜斯（Johanne Gelinas），因要求上級採取行動對抗氣候變化，惹惱上級而遭撤職。路透社
- 古巴官方電視播出卡斯特罗（Fidel Castro）的畫面，這名病中的領袖說，他仍致力复原。路透社
- 英格蘭的曼徹斯特擊敗包括倫敦與黑潭市等城市，獲選興建英國首座拉斯維加斯式「超級賭場」。法新社[]
- 歐盟執行委員會宣布支持全歐公共場所禁煙，並推動就是否需要在全歐盟立法施行禁煙展開討論。法新社[]

## 1月29日
- 歐盟表示，在未來四年內，將捐助阿富汗六億美元。法新社[]
- 俄羅斯首家廉價航空公司SkyExpress首航。星島
- 首部被引入中国公映的007系列影片《新鐵金剛智破皇家賭場》北京首映。新浪（页面存档备份，存于）
- 英國航空資方與工會達成協議後，工會取消了罷工。但由於協議來得太晚，倫敦希斯羅機場和蓋維克機場仍有部份航班受到影響。法新社[]
- 非洲聯盟高峰會在埃塞俄比亚首都阿迪斯阿貝巴揭幕，並決定由迦納擔任非洲聯盟主席。法新社[]
- 國際商會仲裁院的報告指出，中國和俄羅斯在假冒商品和盜版上至為惡劣。明報

## 1月28日
- 沙特阿拉伯国王阿卜杜拉邀请巴勒斯坦敌对派系领袖到麦加会晤；哈马斯与法塔赫已经接受邀请，但未定下会晤日期。BBC中文网（页面存档备份，存于）新华网 Archive.today的存檔，存档日期2013-04-28
- 中国上海市长韩正在上海市十二届人大五次会议上透露，上海社保案中被违规挪用的资金已经全部收回。BBC中文网（页面存档备份，存于） 新华网
- 中国国产CRH高速列车在铁路沪宁杭线上首次载客营运，标志着中国铁路进入全新的高速列车时代。新华网（页面存档备份，存于）
- 2007年亚洲冬季运动会在中国长春市开幕。新华网
- 薩達姆的堂兄弟馬吉德（Ali Hassan al-Majeed）在以集體屠殺罪名審判他的法庭上承認，1988年曾下令進行安法爾（Anfal）軍事行動，淨空庫爾德族村莊。但他堅稱那麼做是對的，也沒什麼好道歉的。路透社
- 北愛爾蘭的新芬黨通過承認英國政府在北愛警察權力的决议，歷史性地消除共享權力的障礙，也為恢復當地議會運作鋪路。明報星島

## 1月27日
- 日本厚生勞動省大臣柳澤伯夫在一次會議演說中，將婦女形容為「生仔機器」，惹來猛烈批評。明報
- 华盛顿爆发大规模反对伊拉克战争的游行。BBC中文网（页面存档备份，存于）
- 英國首相貝理雅促聯合國安理會納入德國、日本、巴西和印度及非洲和穆斯林國家，以使安理會更具效力。路透社

## 1月26日
- 英国零售业巨头特速购（TESCO）在中国第一家自己品牌的超市在北京开张。BBC（页面存档备份，存于）北京商报[]
- 瑞典官方表示将成为在虚拟现实世界第二人生中建立外交机构的第一个国家。The Local

## 1月25日
- 以色列總統摩西·卡察夫由於強姦和濫用職權的指控而請求暫時停權獲准。 新浪網[永久]
- 中国国家统计局宣布，2006年中国经济增长10.7% 总量达209407亿元。新华网 Archive.today的存檔，存档日期2013-04-28
- 台灣以東海域晚上七時发生黎克特制六點二級地震，暫時未有傷亡及損毀報告。明報星島日報新华网（页面存档备份，存于）

## 1月24日
- 英國女王伊利沙伯二世表示關注香港政府清拆皇后碼頭一事上沒有知會英國皇室。成報[永久]成報[永久]成報
- 一年一度的世界經濟論壇在瑞士达沃斯开幕。新华网（页面存档备份，存于）
- 曾參與2004年美國總統選舉的民主黨黨員約翰·凱利宣佈放棄角逐來屆總統選舉。明報新华网
- 梅丽尔·斯特里普与劉燁主演的《暗物质》在2007美国圣丹斯电影节上举行了全球首映。该片取材于卢刚事件。新华网 Archive.today的存檔，存档日期2013-01-05 南方网

## 1月23日
- 兩名美國人在奈及利亞南部河流州首府哈科特港，遭身份不明的武裝分子綁架。星島新华网（页面存档备份，存于）
- 美國影藝學院公佈第79屆奧斯卡金像獎入圍名單，張藝謀所導演的中國電影《滿城盡帶黃金甲》入圍最佳服裝設計獎。維基新聞
- 美国总统布什在参众两院联席会议上发表国情咨文。新华网

## 1月22日
- 泰國總理蘇拉育（Surayud Chulanont）表示，因政變而下台、流亡海外的前總理他信（Thaksin Shinawatra），若不再涉足政治，便可重回泰國。路透社
- 印度首個無人返回式太空艙成功返回地球，為該國實施載人航天計劃提供重要數據。星島
- 加拿大养猪场主人罗伯特·皮克顿涉嫌杀害26名女性一案正式开审。新华网 Archive.today的存檔，存档日期2013-04-28

## 1月21日
- 印尼蘇拉威西島北端以東的摩鹿加海發生規模7.3的地震，並可能引發海嘯。路透社

## 1月20日
- 希拉里·克林顿宣布投入2008年美国总统选举。BBC中文网（页面存档备份，存于）
- 纪录片《南京》在美国圣丹斯电影节首映。新华网 新华网（页面存档备份，存于）

## 1月19日
- 日本北海道北見市發生煤氣泄漏事件，導致3人死亡，8人受傷，180多名居民被疏散。明報
- 風暴基里爾侵襲歐洲，已造成至少47人死亡。維基新聞

## 1月18日
- 一名负责管理出版业的官员证实，中国禁止发行八部文学作品，包括《伶人往事》（章诒和）、《沧桑》（晓剑）、《我反对：一个人大代表的参政传奇》（朱凌）、《一个普通中国人的家族史》（国亚）、《风云侧记——我在人民日报副刊的岁月》（袁鹰）、《年代怀旧丛书》（旷晨）、《如焉》（胡发云）和《新闻界》（朱华祥）。BBC中文网（页面存档备份，存于）、德国之声（页面存档备份，存于）、RFA[]
- 一項哈佛研究報告稱，吸煙者從每支香煙中吸取的尼古丁含量，從1998年到2005年間增長了11%，綿延不絕的「煙草瘟疫」使得吸煙者更難戒煙。路透社
- 白宮表示，在1月11日，中國利用地面發射的中程彈道飛彈，摧毀了退役的风云一号C卫星。美國、澳洲和加拿大已共同向中國表達關切。路透社維基新聞

## 1月17日
- 四川大竹县莱仕德酒店因一位女员工意外死亡后得不到妥善处理，引发严重暴力事件，该酒店被焚毁。RFA[]
- 5名在尼日利亞被劫持的中国工程人员全部安全获救。新华网（页面存档备份，存于）
- 《原子科學家公報》宣佈把世界末日鐘撥前2分鐘，距离子夜仅5分钟。路透社、明報

## 1月16日
- 武裝組織阿布沙耶夫領袖阿布·蘇萊曼被菲律賓軍方擊斃。國際在綫（页面存档备份，存于）
- 日本民主黨黨代表（黨魁）小澤一郎指出，該黨將在7月參議院選舉中強調經濟不均問題，而非和平憲法修訂議題；修憲議題是首相安倍晉三施政綱領的重要訴求。路透社
- 伊拉克巴格達穆斯坦西里亞大學受炸彈襲擊，70人死，110人傷。亞洲時報（页面存档备份，存于）

## 1月15日
- 萨达姆两名同案犯巴尔赞·提克里提和阿瓦德·班达尔被处死。新华网（页面存档备份，存于）
- 2005年7月倫敦爆炸事件的被告出庭受审。BBC中文网（页面存档备份，存于）新闻晚报 Archive.today的存檔，存档日期2013-04-28
- 日本食品生產商不二家承認過去七年以來用過期食物製造產品，不二家主席宣布辭職，股價大跌。香港有售不二家食品的便利店及超級市場紛紛回收產品。明報星島日報星島日報明報

## 1月14日
- 红水晶成为国际红十字与红新月运动的官方标志。新华网（页面存档备份，存于）
- 法國內政部長尼古拉·薩爾科齊被选为執政黨人民運動聯盟（UMP）的總統候選人。明報新华社
- 中華人民共和國國務院總理溫家寶參加东南亚国家联盟第12届峰會，在與日本首相安倍晉三的會面中，接受日本的邀請，將於2007年4月上旬或中旬前往日本訪問。中國時報[永久]
- 温布利大师赛揭幕，丁俊晖打出了职业生涯正式比赛首个单杆147分，成为斯诺克历史上在电视转播的情况下打出单杆满分的最年轻的球手。新华网（页面存档备份，存于）

## 1月13日
- 俄羅斯千島群島附近海域發生黎克特制8.3級地震，日本氣象廳對北海道沿岸地區和本州東岸地區發出海嘯警告。 明報即時新聞 日本氣象廳（页面存档备份，存于）新华网（页面存档备份，存于）
- 东南亚国家联盟第12届峰会在菲律宾宿雾开幕。BBC中文网（页面存档备份，存于）
- 索马里議會宣布全國進入為期三個月的緊急狀態，以防宗教派別間的暴力衝突死灰復燃。路透社
- 美國總統布什承認，他的政府在伊拉克戰爭中所做的某些決策，的確導致伊國情勢動盪；但他仍然堅信推翻薩達姆的決定是對的。路透社
- 《法治影响中国-2006中国法治蓝皮书》正式面世。中华网

## 1月12日
- 山东临沂市中级人民法院驳回盲人维权人士陈光诚的上诉，维持有期徒刑4年3个月的判决。BBC中文网（页面存档备份，存于）、德国之声（页面存档备份，存于）、VOA News、RFA[]
- 美国驻希腊大使馆早晨6点左右发生爆炸，没有造成伤亡。BBC中文网（页面存档备份，存于）
- 索马里軍閥同意將他們的部隊合併，組成一支新的國軍，以平息國內的亂局。路透社
- 美國一名婦女參加喝水憋尿比賽，結果一下子喝進太多水分，因為「水中毒」而死亡。東森新聞報[]

## 1月11日
- 越南正式成為世界貿易組織的第150位成員。星島
- 人民币汇率13年来首超港元。搜狐（页面存档备份，存于） BBC中文网（页面存档备份，存于）
- 美国国防部长罗伯特·盖茨宣布增兵计划：美国陆军和美国海军陆战队的总数将在今后5年增加9万2千人。BBC中文网（页面存档备份，存于）新华社 （页面存档备份，存于）
- 人權觀察組織稱，中國人權狀況在2006年呈現惡化，這使得期待領導階層帶來改革、以及2008年北京奧運前能有所改善的期望破滅。路透社

## 1月10日
- 失蹤的印尼客機阿當航空574號航班在蘇拉威西島外海尋獲部份機尾。路透社
- 美國總統布什在電視演說中承認美軍在伊拉克戰爭中犯了錯誤。在新的策略下，美國會向伊拉克增兵兩萬，以遏制不斷循環的暴力事件。文匯報BBC新聞（页面存档备份，存于）
- 九名南韓大宇工程公司工人和一名當地人，在奈及利亞南部被武裝分子綁架。明報新华网
- 菲律賓哥打巴托發生爆炸，造成六人死亡，廿六人受傷，當地警方疑是針對東盟會議的恐怖襲擊。明報中新网[]
- 印度成功發射一枚極地衛星運載火箭，將太空艙和三顆衛星送上太空。星島日報新华社[]

## 1月9日
- 孟加拉國反對黨在首都達卡舉行全國交通大封鎖及圍攻總統府行動，要求總統亞傑丁·艾哈邁德辭去兼任的看守政府總理職務，並推遲舉行大選。星島日報
- 澳洲昆士蘭歐如昆區發生騷亂，三百名土著毀壞建築物和搶掠，當地警方加以鎮壓。明報
- 日本防衛廳正式升格為防衛省，由於可自行制訂預算要求撥款，權力亦會較以前大。明報
- 以色列总理奥尔默特抵达北京，开展一连3天的访华行程。BBC中文网（页面存档备份，存于）
- 苹果公司iPhone面世。BBC中文网（页面存档备份，存于） BLOOMBERG（页面存档备份，存于）

## 1月8日
- 美軍轟炸索马里南部叛軍所在地，也是基地组织成員可能藏匿地點。中廣新聞網[]光明日报（页面存档备份，存于）
- 苹果电脑Macworld开幕。新浪（页面存档备份，存于）
- 微型國家西蘭公國在《泰晤士报》刊登广告，以6500萬英鎊公開求售。 明報环球时报
- 中華民國總統陳水扁晚間率團啟程訪問尼加拉瓜，參加該國新任總統奧蒂嘉的就職典禮，途中過境美國舊金山、洛杉磯。自由電子報聯合新聞網（页面存档备份，存于）
- 哈萨克斯坦总统网站发布通报说，總理艾哈邁托夫辭職，已獲總統納扎爾巴耶夫接受。明報中新浙江网
- 德国汉堡法院判处摩洛哥人穆塔萨德克15年监禁，罪名为帮助发动九一一恐怖袭击。BBC中文网（页面存档备份，存于）

## 1月7日
- 華沙新任大主教維爾古斯（Stanislaw Wielgus）宣布辭職，並己獲教宗接受。路透社
- 法國總統候選人賀雅爾（Segolene Royal）於訪問中國時，試探性地與記者談到中國人權的問題。路透社
- 美國研究人員發表報告稱，子宮內的羊水中可以發現功能與胚胎幹細胞幾乎同樣強大的幹細胞，提供了一種較不具爭議的幹細胞來源。路透社

## 1月6日
- 美國迪士尼公司说，佛羅里達州迪士尼樂園扮演卡通人物「跳跳虎」的演員，被指在拍攝時打一名男童的臉部。迪士尼已把涉嫌打人的職員停職，並會調查事件。星島新华网（页面存档备份，存于）
- 中華民國總統陳水扁否認將於民進黨總統提名初選前撤換行政院長蘇貞昌，以確保民進黨總統提名初選公平的傳媒報道，反指媒體想像力太豐富。明報
- 美國玩具反斗城改變初衷，決定向包括林詩琦在內的3名嬰兒各頒發2.5萬獎金。玩具反斗城先前以林詩琦母親是非合法居民為理由，取消林詩琦的資格，被質疑涉種族歧視。明報

## 1月5日

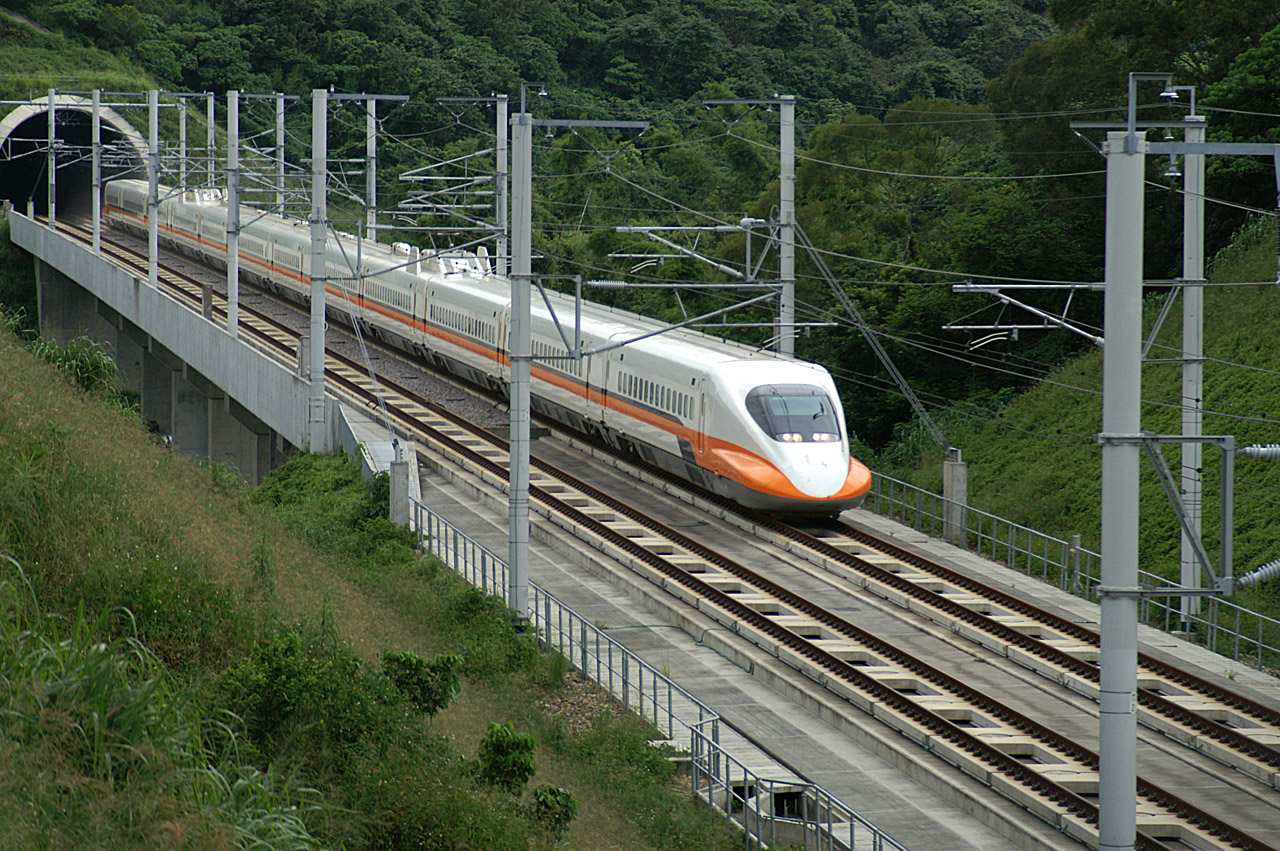
台灣高速鐵路700T列車。

- 新疆公安机关对东突厥斯坦伊斯兰运动组织的营地进行军事突击，击毙18人。新华网（页面存档备份，存于）
- 台灣高速鐵路開始營運。中華日報
- 波蘭華沙新任大主教維爾古斯承認，在波蘭共黨管治期間，曾與秘密警察合作，進行間諜活動。明報美国之音中文网
- 哥伦比亚前发展部长费尔南多·阿劳霍在被反政府武装“哥伦比亚革命武装力量”绑架6年之久后获救。新华网 Archive.today的存檔，存档日期2013-04-28
- 联合国秘书长潘基文任命坦桑尼亚外交和国际合作部长阿莎－罗丝·姆滕盖蒂·米吉罗接替英国人马克·马洛赫·布朗，出任联合国常务副秘书长，成为联合国中仅次于秘书长的二号人物。米吉罗也是首位出任这一要职的黑人女性。新华网（页面存档备份，存于）
- 5名中国工程人员在奈及利亞河流州被武装人员劫持。新华网（页面存档备份，存于）

## 1月4日
- 美國德州警方表示，一名10歲男童可能模仿電視播放薩達姆絞刑的畫面上吊身亡。路透社
- 美國第110屆國會開議，民主黨領袖南希·佩洛西正式當選為眾議院議長，成為美國史上第一位女性議院議長。路透社[]
- 斐濟軍方領導人姆拜尼馬拉馬宣布，將代行了一個月的總統職權交還給總統拉图· 约瑟法·伊洛伊洛。明報新华网（页面存档备份，存于）
- 伊朗领袖和总统特使拉里贾尼开始访问中国，主要要论伊朗核问题等事宜。BBC中文网（页面存档备份，存于）
- 南韓《朝鮮日報》報導，1975年遭北韓綁架並扣押的南韓漁船「天王號」事務長崔旭日，2006年12月25日成功偷渡至中國逃脫，並與妻子梁貞子重逢。明報

## 1月3日
- 14歲英國少年佩勒姆（Michael Perham）成功單人航海橫渡大西洋，成為史上完成這項壯舉最年輕的航行者。路透社
- 联合国秘书长潘基文任命英国外交官霍尔姆斯为联合国负责人道主义政治事务及紧急救援行动的副秘书长。BBC中文网（页面存档备份，存于）

## 1月2日
- 臺灣發生衛豐保全運鈔車監守自盜案，保全員疑被迷昏，並被駕駛员盜走新台幣七千九百萬元。中廣新聞網／Yahoo!奇摩新聞（正）[]
- 空難紀錄辦公室報告，2006年全世界空難次數有156次，創下1963年以來的最低紀錄，而空難造成的遇難者人數則有1,292人。路透社
- 香港股市在2007年首个交易日再创纪录，恒生指数、国企指数和港股市值都创下历史新高。BBC中文网（页面存档备份，存于）

## 1月1日
- 中華人民共和國死刑案件統一收回最高人民法院覆核。
- 香港大規模在公眾地方禁煙，子夜起生效。明報（页面存档备份，存于）
- 索马里伊斯蘭份子放棄最後據點後逃向肯尼亞或南部山區。索國政府促肯尼亞關閉邊境，並逮捕任何跨越邊境的伊斯蘭份子。路透社
- 印尼亚当航空公司一架波音737-400客機，編號KI574，由爪哇飛往蘇拉威西島時失蹤，機上載有96名乘客及6名機組人員。明報新华网（页面存档备份，存于）
- 潘基文正式上任聯合國新任秘書長，同時宣布兩項人事任命。印度人南比亞爾（Vijay Nambiar）將擔任秘書長辦公室主任，而海地記者蒙塔斯（Michele Montas）則將擔任聯合國發言人部門主管。路透社
- 歐洲聯盟： 	
  - 羅馬尼亞與保加利亞正式成為歐盟成員國，令歐盟成員國增至27國。BBC（页面存档备份，存于）
  - 斯洛文尼亞成為歐元區第十三個成員國。 路透社
  - 愛爾蘭語成為歐盟官方語言之一。貝爾法斯特電訊報
- 国际标准书号（ISBN）由10位制改為13位制。
- 2006年跨年曼谷連環爆炸案發生。